# Marguerite d'Angleterre
Pour les articles homonymes, voir Marguerite d'Angleterre (homonymie).
Titres
Reine consort d'Écosse
26 décembre 1251 – 26 février 1275
Marguerite d'Angleterre (29 septembre 1240 - 26 février 1275) est la fille aînée d'Henri III d'Angleterre et d'Éléonore de Provence. 
Elle est promise à Alexandre III d'Écosse, en 1244, à l'âge de quatre ans. Le mariage n'a lieu que le 26 décembre 1251, à York. La dot de Marguerite s'élève alors à 5 000 marcs d'argent. 
Durant la minorité d'Alexandre III, elle se plaint à ses parents de ne pouvoir vivre aux côtés de son époux et d'être presque tenue comme captive. En effet, une visite de Marguerite chez sa mère est refusée. La reine Éléonore envoie alors Réginald de Bath auprès de sa fille, lequel rapporte son état dépressif. En 1255, le roi d'Angleterre décide donc de venir en personne réclamer des meilleures conditions pour sa fille. Marguerite reçoit également la visite de sa mère et de sa sœur Béatrice. Elle est par la suite autorisée à se rendre régulièrement en Angleterre. En 1257, Marguerite reçoit cette fois la visite de son frère aîné, le futur Édouard Ier d'Angleterre.
La même année, elle est néanmoins menacée par les Comyn à Loch Leven. Ceux-ci l'accusent d'avoir provoqué la venue du roi d'Angleterre en 1255. Alexandre III lui permet néanmoins de continuer à se rendre chez sa famille. Elle accouche d'ailleurs de son premier enfant, Marguerite, au château de Windsor en 1261. 
En février 1275, Marguerite tombe malade et meurt au château de Cupar. Elle est inhumée auprès de David Ier d'Écosse à l'abbaye de Dunfermline.

## Descendance
- Marguerite d'Écosse (1261 - avril 1283), épouse le 14 août 1281 Éric II de Norvège, mère de Marguerite Ire d'Écosse.
- Alexandre, (21 janvier 1264 - 29 janvier 1284).
- David, (1270 - juin 1281).